# Vandopsis
Vandopsis, trong thương mại được viết tắt là Vdps, là một chi phong lan trong họ Orchidaceae. Chi này có khoảng 5 loài được tìm thấy ở Đông Nam Á, Southern China, Philippines, và New Guinea.

## Hình ảnh

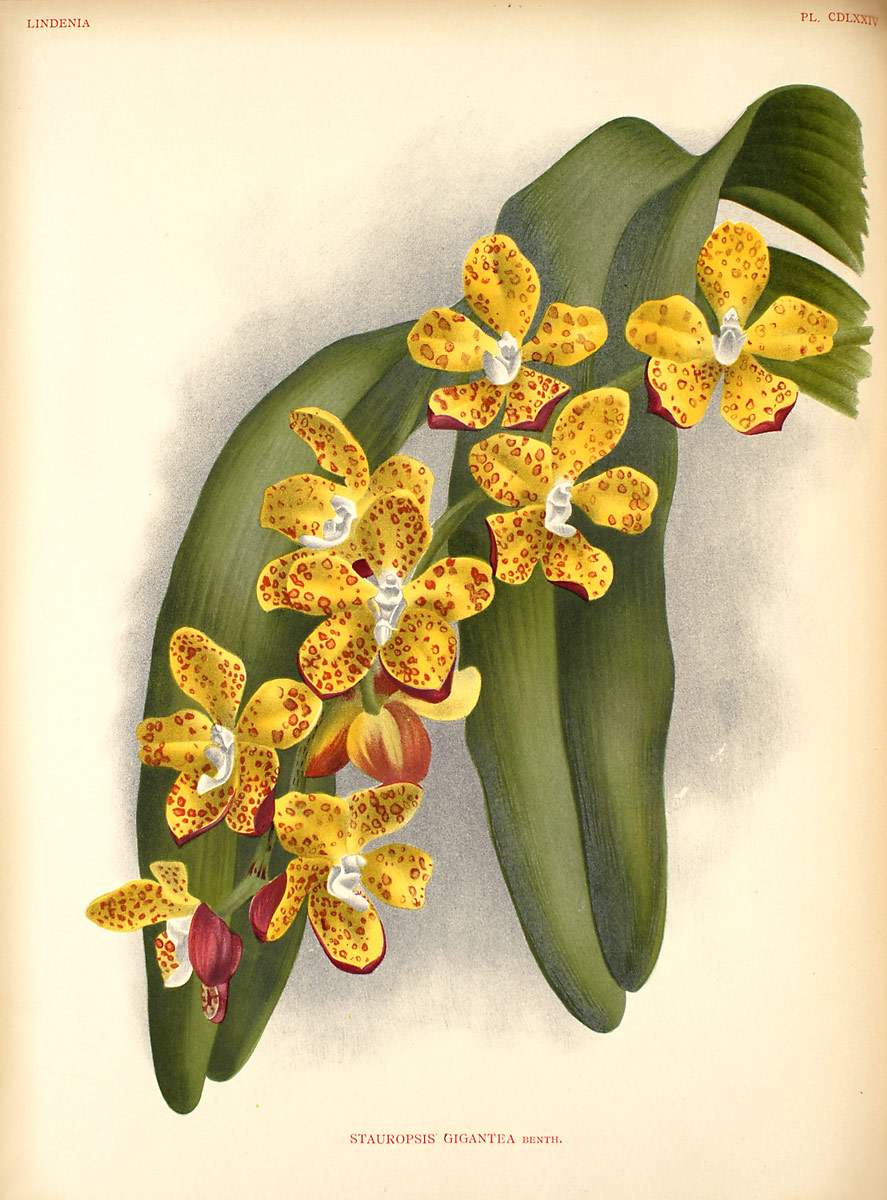
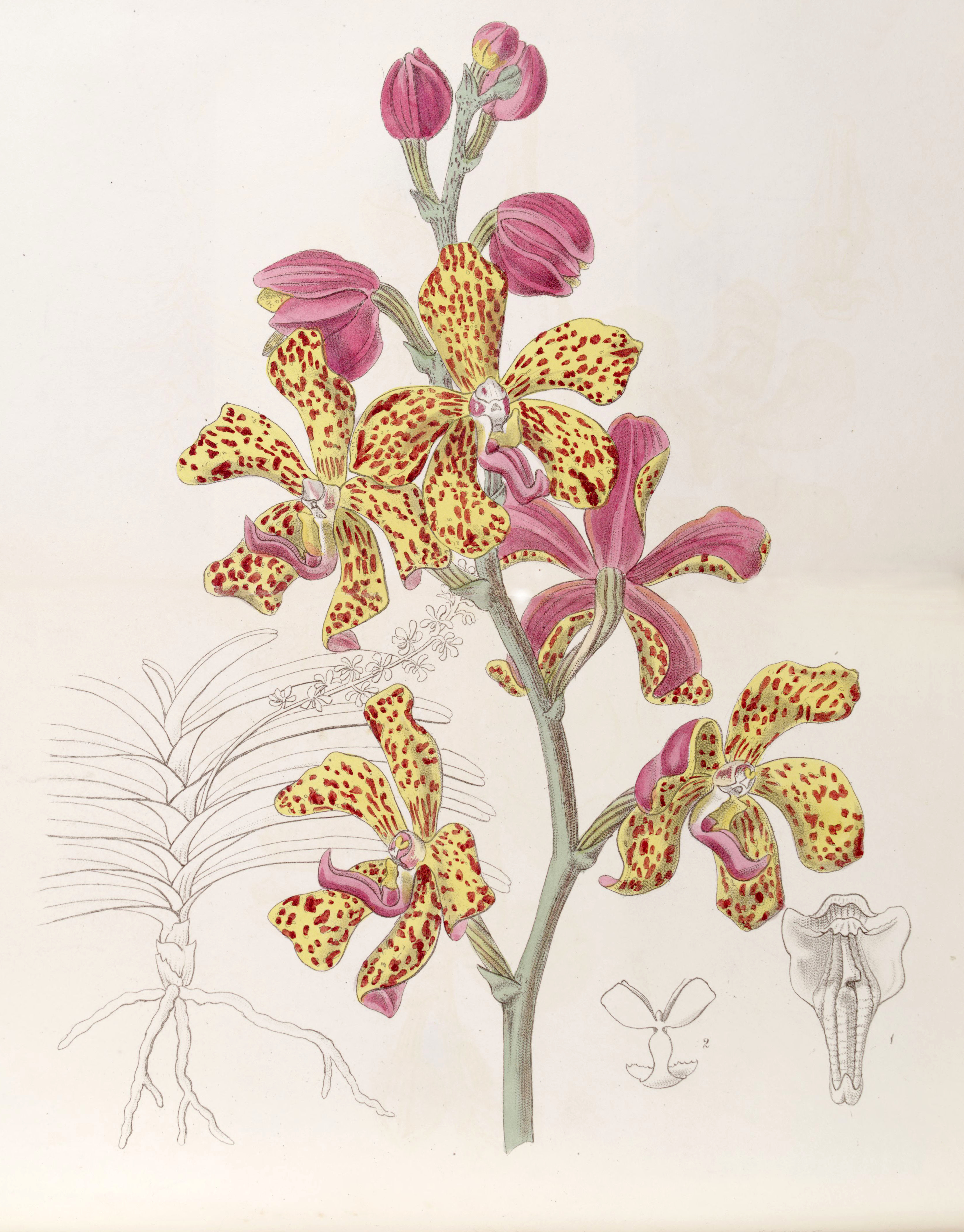